# Nazionale femminile di roller derby dell'Inghilterra
La nazionale di roller derby dell'Inghilterra è la selezione maggiore femminile di roller derby, il cui nickname è Team England, che rappresenta l'Inghilterra nelle varie competizioni ufficiali o amichevoli riservate a squadre nazionali. Si è classificata seconda nel campionato mondiale di roller derby 2014 di Dallas.

## Risultati
Legenda: Grassetto: Risultato migliore, Corsivo: Mancate partecipazioni

## Dettaglio stagioni

### Amichevoli
| Stagione | Vin | Par | Per | Tot | PF   | PS  | avversaria              |
| -------- | --- | --- | --- | --- | ---- | --- | ----------------------- |
| 2012     | 0   | 0   | 1   | 1   | 70   | 296 | Stati Uniti             |
| 2014     | 3   | 0   | 0   | 3   | 930  | 338 | Francia, Canada, Svezia |
|          |     |     |     |     |      |     |                         |
| Totale   | 3   | 0   | 1   | 4   | 1000 | 634 |                         |

### Tornei

#### Mondiali
| Stagione | regular season | regular season | regular season | regular season | regular season | regular season | playoff | playoff | playoff | playoff | playoff | playoff   | playoff     |
|          | Vin            | Par            | Per            | Tot            | PF             | PS             | Vin     | Per     | Tot     | PF      | PS      | risultato | avversaria  |
| -------- | -------------- | -------------- | -------------- | -------------- | -------------- | -------------- | ------- | ------- | ------- | ------- | ------- | --------- | ----------- |
| 2011     | 2              | 0              | 0              | 2              | 472            | 95             | 2       | 1       | 3       | 676     | 260     | Terza     | Australia   |
| 2014     | 3              | 0              | 0              | 3              | 891            | 101            | 3       | 1       | 4       | 1247    | 434     | Seconda   | Stati Uniti |
|          |                |                |                |                |                |                |         |         |         |         |         |           |             |
| Totale   | 5              | 0              | 0              | 5              | 1363           | 196            | 5       | 2       | 7       | 1923    | 694     |           |             |

### Riepilogo bout disputati
| Anno | Luogo   | Evento                      | Fase del torneo      | Incontro                        | Risultato |
| 2011 | Toronto | Mondiale                    | Fase a gironi        | Inghilterra - Irlanda           | 199 - 64  |
| 2011 | Toronto | Mondiale                    | Fase a gironi        | Argentina - Inghilterra         | 31 - 273  |
| 2011 | Toronto | Mondiale                    | Quarti di finale     | Inghilterra - Francia           | 383 - 14  |
| 2011 | Toronto | Mondiale                    | Semifinale           | Canada - Inghilterra            | 161 - 90  |
| 2011 | Toronto | Mondiale                    | Finale 3º - 4º posto | Australia - Inghilterra         | 85 - 203  |
| 2012 | Londra  | Amichevole                  |                      | Inghilterra - Stati Uniti       | 70 - 296  |
| 2014 | Nantes  | Super Brawl of Roller Derby |                      | Francia - Inghilterra           | 54 - 385  |
| 2014 | Nantes  | Super Brawl of Roller Derby |                      | Inghilterra - Canada            | 259 - 145 |
| 2014 | Londra  | Smörgåsbrawl                |                      | Inghilterra - Svezia            | 286 - 139 |
| 2014 | Dallas  | Mondiale                    | Fase a gironi        | Inghilterra - Germania          | 272 - 31  |
| 2014 | Dallas  | Mondiale                    | Fase a gironi        | Inghilterra - Spagna            | 290 - 20  |
| 2014 | Dallas  | Mondiale                    | Fase a gironi        | Inghilterra - Irlanda           | 329 - 50  |
| 2014 | Dallas  | Mondiale                    | Ottavi di finale     | Inghilterra - Indie Occidentali | 708 - 31  |
| 2014 | Dallas  | Mondiale                    | Quarti di finale     | Inghilterra - Svezia            | 278 - 72  |
| 2014 | Dallas  | Mondiale                    | Semifinale           | Inghilterra - Canada            | 156 - 112 |
| 2014 | Dallas  | Mondiale                    | Finale               | Stati Uniti - Inghilterra       | 219 - 105 |

## Confronti con le altre Nazionali
Questi sono i saldi dell'Inghilterra nei confronti delle Nazionali incontrate.

### Saldo positivo
| Nazionale         | Giocate | Vinte | Pareggiate | Perse | PF  | PS  | Ultima vittoria | Ultimo pari | Ultima sconfitta |
| ----------------- | ------- | ----- | ---------- | ----- | --- | --- | --------------- | ----------- | ---------------- |
| Francia           | 2       | 2     | 0          | 0     | 768 | 68  | 2014            | -           | -                |
| Indie Occidentali | 1       | 1     | 0          | 0     | 708 | 31  | 2014            | -           | -                |
| Irlanda           | 2       | 2     | 0          | 0     | 528 | 114 | 2014            | -           | -                |
| Svezia            | 2       | 2     | 0          | 0     | 564 | 211 | 2014            | -           | -                |
| Spagna            | 1       | 1     | 0          | 0     | 290 | 20  | 2014            | -           | -                |
| Argentina         | 1       | 1     | 0          | 0     | 273 | 31  | 2011            | -           | -                |
| Germania          | 1       | 1     | 0          | 0     | 272 | 31  | 2014            | -           | -                |
| Australia         | 1       | 1     | 0          | 0     | 203 | 85  | 2011            | -           | -                |
| Canada            | 3       | 2     | 0          | 1     | 505 | 418 | 2014            | -           | 2011             |

### Saldo negativo
| Nazionale   | Giocate | Vinte | Pareggiate | Perse | PF  | PS  | Ultima vittoria | Ultimo pari | Ultima sconfitta |
| ----------- | ------- | ----- | ---------- | ----- | --- | --- | --------------- | ----------- | ---------------- |
| Stati Uniti | 2       | 0     | 0          | 2     | 175 | 515 | -               | -           | 2014             |